# Пеетер Ярвелайд
Пеетер Ярвелайд (ест. Peeter Järvelaid, 28 листопада 1957) — естонський історик і правознавець, професор Талліннського університету. Розробив семіотичний особистісно-орієнтований напрям в історичному дослідженні. Автор численних статей з європейської та естонської історії права та освіти, опублікованих на естонською, англійською, німецькою, французькою, російською, латиською, фінською, литовською та шведською мовах. З 2006 року фокус його досліджень був зосереджений на історії міжнародних відносин у XX столітті. З 2012 року предметом його вивчення стали німецькі дипломатичні місії, особлива увага приділяється німецькому дипломатичному представництву в Таллінні.

## Біографія

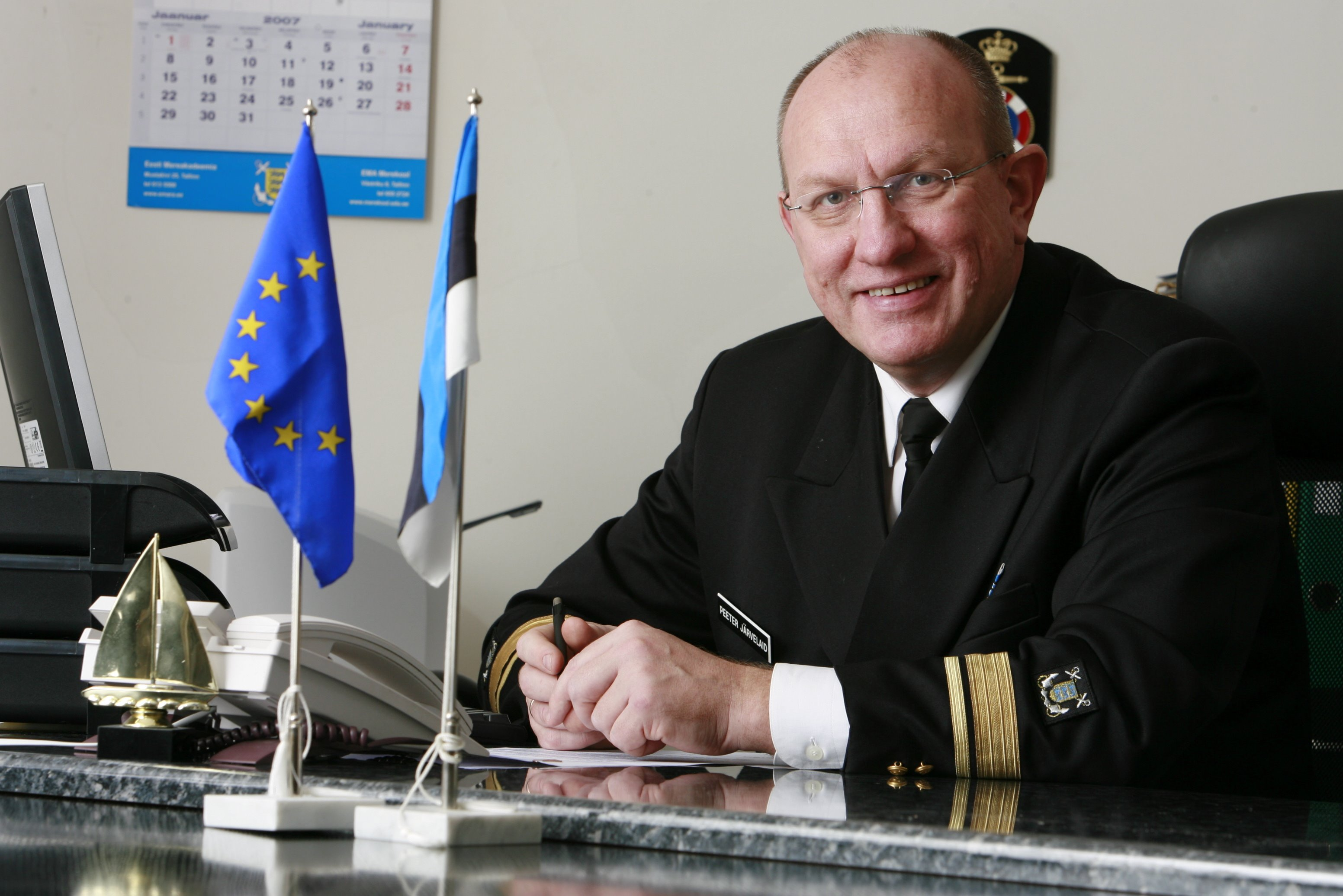
Пеетер Ярвелайд — ректор Естонської морської академії

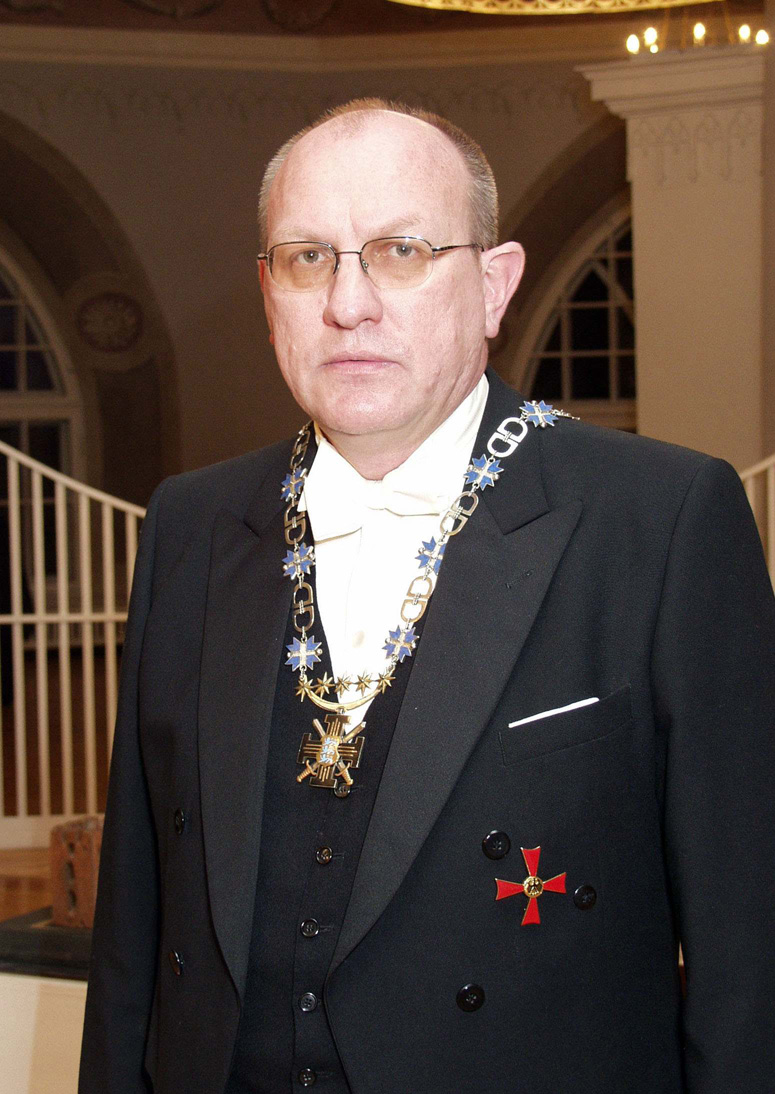
Пеетер Ярвелайд — ректор Естонської Академії внутрішньої оборони

Пеетер Ярвелайд народився в Таллінні в родині військового. В 1981 році закінчив Тартуський університет. У 1990 році в Всесоюзному юридичному заочному інституті захистив дисертацію на тему «Історія викладання юридичних наук в Тартуському університеті до реформи 1889», ставши доктором юридичних наук.
У 1981 році Ярвелайд стає викладачем юридичного факультету Тартуського університету. З 1992 року є професором кафедри історії естонського права. У 1997 році отримав стипендії Фонду Олександра фон Гумбольдта, які дозволили йому в 1998—2000 і 2012 роках проводити науково-дослідну роботу в Інституті європейської історії права товариства Макса Планк а і в інших великих німецьких академічних центрах. У 2000 році перейшов на роботу до Академії Nord, яка в 2010 році була перетворена в Юридичний інститут Талліннського університету, де займає посаду професора права. У 1997—2000 роках був радником при Міністерстві юстиції, в 2003—2005 роках виконував обов'язки ректора Естонської Академії внутрішньої оборони, в 2006—2007 роках був виконуючим обов'язки ректора Естонської морської академії.

## Нагороди
У 2003 році Пеетер Ярвелайд був нагороджений орденом I ступеня «За заслуги перед Федеративною Республікою Німеччина».

## Вибрані публікації
- Методологические возможности историко-правового знания в юридической теории (анализ историческово материала Тартусково университета) Методология права: общие проблемы и отраслевые особенности. Тарту, 1988. (Tartu Ülikooli toimetised ; 806 / Õigusteaduslikke töid; [37] / Studia iuridica: historia et theoria ; 1). c. 121—142
- Из истории юридическото образования в Эстонии в XVII—XIX вв. /[ответственные редакторы И. Н. Грязин, П. М. Ярвелайд]. Тарту: [Тартуский университет], 1989, 195 c.
- Теоретические проблемы юридической практики / [ответственные редакторы И. Н. Грязин, П. М. Ярвелайд]. Тарту: [Tartu Ülikool],1990, 139 c.
- Strafrechtslehre an der Universität Tartu von 1802 bis 1820. Kriminaalteaduslikke uurimusi Tartu Ülikoolis. Tartu, 1989. (Tartu Ülikooli toimetised ; 861/Õigusteaduslikke töid; [45]). c. 19-25
- Комлектация преподавательского состава юридического факултета Тартуского университета в первые десятилетия XIX века. Из истории юридического образования в Эстонии в XVII—XIX веках. Тарту, 1989. (Tartu Ülikooli toimetised ; 868 / Studia juridica: historia et theoria ; 4 / Õigusteaduslikke töid; [46]). c. 96-118
- Преподавание юридических дисциплин как вид юридической практики (анализ исторического материала Тартуского Университета). Историческое в теории права. Тарту, 1989. (Tartu Riikliku Ülikooli toimetused ; 850 / Studia juridica: historia et theoria ; 3 / Õigusteaduslikke töid; [43]). c. 112—123
- Роль правотворчества в активизации правовой науки: история и современность (анализ исторического материала Тартуского Университета). Õigusriik. 1 : õigusloomingu probleemid. Tartu, 1989. c. 40-46. On activizing influence of legal creation on jurisprudence: history and today (example of Tartu University). pp. 45–46
- История преподавания юридических дисциплин в Тартуском университете за период с основания университета (1632) до его реформы (1889): автореферат … кандидата юридических наук. Москва: [Всесоюзный юридический заочный институт], 1990, 14, [1] с.
- Ильмар Таммело (1917—1982)Внетеоретические формы отражения права. Tartu, 1990. (Tartu Ülikooli toimetised ; 914 / Studia iuridica ; 5 / Õigusteaduslikke töid; [49]). c. 111—127
- Комплектация преподавательского состава юридических факультетов в условиях негативного социального заказа (анализ исторического материала Тартуского университета 1865—1889 гг.).Теоретические проблемы юридической практики. Тарту, 1990. (Tartu Ülikooli toimetised ; 909 / Studia iuridica ; 6 / Õigusteaduslikke töid; [48]). c. 83-92
- Преподавание международного права в Тартуском университете в 1920—1940 гг. как важный фактор подготовки дипломатического корпуса Эстонской Республики (к постановке проблемы). Теоретические проблемы юридической практики. Тарту, 1990. (Tartu Ülikooli toimetised ; 909 / Studia iuridica ; 6 / Õigusteaduslikke töid; [48]). c. 106—112 (соавтор: Тыну Пыдер)*
- Слово о воспитаннике Тартуского Университета Василии Ивановче Синайском Внетеоретические формы отражения права. Tartu, 1990. (Tartu Ülikooli toimetised; 914 / Studia iuridica ; 5 / Õigusteaduslikke töid; [49]). c. 136—140
- Теоретические проблемы комплектации преподавательского состава в университетах: история и современность (анализ исторического материала Тартуского университета 1632—1710). Теоретические проблемы юридической практики. Тарту, 1990. (Tartu Ülikooli toimetised ; 909 / Studia iuridica ; 6 / Õigusteaduslikke töid; [48]). c. 63-73
- 75 лет со дня рождения Ильмара Таммело. Юрист Эстонии (1992) но. 1, с. 48-50
- 90 лет со дня рождения Лео Лесмента (1902—1986 гг.) Юрист Эстонии (1992) но. 2, с. 164—166
- 100 лет со дня рождения Мярта Нурка (1892—1948 гг.)Юрист Эстонии (1992) но. 5, с. 374—375
- 360 лет юридическому факультету Тартуского Университета. Юрист Эстонии (1992) но. 1, с. 51-57 ; но. 2, с. 167—172 ; но. 3/4, с. 250—260 ; но. 5, с. 369—373 ; но. 6, с. 438—449
- Встреча историков права Центральной Европы в Венгрии. Юрист Эстонии (1992) но. 6, с. 431
- Ильмар Аренс — 80. Юрист Эстонии (1992) но. 6, с. 432—434
- К 190-летию со дня рождения Фридриха Георга фон Бунге (1802—1897 гг.)Юрист Эстонии (1992) но. 2, с. 160—164
- Юридический факультет Тартуского Университета в 1992 г. : начало новой эпохи? Юрист Эстонии (1992) но. 5, с. 377—378
- Очерки истории финского права Юрист Эстонии (1992) но. 3/4, с. 224—225 Raamaturvustus: Suomen oikeushistorian pääpiirteet: sukuvallasta moderniin oikeuteen / toim. Pia Letto-Vanamo. Jyväskylä, (соавтор:: Яан Эрельт)
- Стремление уловить парадигму европейского права Юрист Эстонии (1992) но. 6, с. 427—430 Kolme Euroopa õiguse ajalugu käsitleva raamatu retsensioonid. (Соавтор: Марью Лутс)
- On the correlation of the legislative and executive power in the Republic of Estonia (1918—1940) Theorie und Institutionsystem der Gewaltentrennung in Europa. Budapest. (Studies on public administration and law ; 4), pp. 139–148 (1993).
- Die historische Rechtsschule Russlands und Professor Neumann. Must, A. (Ed.). Steinbrücke (S. 199−218). Tartu: Ajaloosihtasutus Kleio (1998).
- Die historische Rechtsschule Rußlands in Dorpat und Professor Neumann. Steinbrücke. Estnische Historische Zeitschrift, S. 199—218. (1998).
- Von Göttingen nach Dorpat: Johann Philipp Gustav Ewers (1779—1830). Jahrbuch des baltischen Deutschtums, Band XLVII 2000 (S. 20 — 25). Lüneburg (2000).
- The development of the Estonian legal system. Reform of the legal system of the Republic of Estonia, 1992—1999. Zeitschrift für europäisches Privatrecht, 4, S. 873—877. (2000).
- Estonian legal culture on the threshold to the 21st century. International Journal of Legal Information, 1, S. 75 — 83. (2001).
- Enlargement of the European Union in the 21-st century — either integration or moving on parallel ways? In: Evaluation of legislation: proceedings of the fourth congress of the European Association of Legislation (EAL): Evaluation of legislation, in Warsaw (Poland), 15th-16th 2000. Baden-Baden: European Association of Legislation ; Deutsche Gesellschaft für Gesetzgebung, 2002, pp. 156–169. (2002).
- Die Zeit zwischen den Weltkriegen: westliche Vorbilder für die innere Organisation der neuen Staaten? Die baltischen Staaten im Schnittpunkt der Entwicklungen: Vergangenheit und Gegenwart, S. 133—140. Basel: Schwabe Verlag. (2002).
- Rolle der Rechtsgeschichte bei der Wiederherstellung der Souveränität der baltischen Staaten in der 90-er Jahren. In: Rättshistoria i föränding. Olinska stiftelsen 50 ar.Ett internationellt symposium i Stockholm den 19-21 november 1997: Legal History in Change. The Olin Foundation for Legal History 50 Years; Stockholm; 19-21 November 1997. Lund: Lund University, 2002, S. 293—302. (2002).
- Kalevipoeg — seine staatstragende Gestaltung für Estland: Versuch, Kalevipoeg durch Kreutzwalds Leben zu rekonstruieren. Kalevipoeg: das estniche Nationalepos, S. 307—314. Stuttgart, Berlin: Berlin: Mayer (2004).
- F. G. von Bunge als Professor an der Universität Dorpat/Tartu (1831—1842). In: Õpetatud Eesti Seltsi Toimetised XXXV: Tundmatu Friedrich Georg von Bunge: Materjale Õpetatud Eesti Seltsi konverentsilt 200 aastat prof Friedrich Georg von Bunge (1802—1897) sünnist Tartu Ülikooli ajaloo muuseumis 27. aprillil 2002.. , 2006, S. 70 — 75. (2006).
- Baltische Rechtswissenschaftsgeschichte: zwei grenzüberschreitende Rechtshistoriker Friedrich von Bunge und Leo Leesment. Juridiskā zinātne = Law, S. 99 — 138. Rīga: Latvijas Universitāte: Latvia (2006).
- Kein Staat ohne Staatsmythos. Kalevipoeg — seine staatstragende Gestaltung für Estland. Ein Versuch das Reich Kreutzwalds und Kalevipoegs zu rekonstruieren. Diestelkamp, B. (Ed.). Liber Amicorum Kjell A. Modeer, S. 285—294. Lund: Lund University Press (2007).
- Baltische Rechtswissenschaftsgeschichte: Professor Jüri Uluots (1890—1945) in seiner und unserer zait. Juridiskā zinātne = Law, 740, S. 73 — 94. (2008).
- Europäische Rechtshistoriker des 19. Jahrhunderts Professor Oswald Schmidt — ein Jurist aus Livland, der während des Zeitalters des Nationalismus und nationalen Erwachens Rechtsgeschichte lehrte. Juridiskā zinātne = Law, S. 61 — 72. (2008).
- Friedrich Georg von Bunge und Leo Leesment. Ein biographischer Essay. Baltisch-europäische Rechtsgeschichte und Lexikographie, S. 233—280. Heidelberg, Heidelberger Akademie der Wissenschaften: Universitätsverlag Winter (2009).
- Das Frühwerk Ilmar Tammelos: Der Weg zum Wissenschaftler. Raimund Jakob, Lothar Philipps, Erich Schweighofer, Csaba Varga (Ed.). Auf dem Weg zur Idee der Gerechtigkeit. Gedenkschrift für Ilmar Tammelo, S. 5 — 21. Wien-Münster: LIT (2009).
- Die Rezeption Kelsens und der Einfluss der Reinen Rechtslehre in Estland. Robert Walter, Clemens Jabloner, Klaus Zeleny (Ed.). Hans Kelsen anderswo — Hans Kelsen abroad: Der Einfluss der Reinen Rechtslehre auf die Rechtstheorie in verschiedenen Ländern, S. 73 — 88. Hans-Kelsen-Institut — Universität Wien, Austria: Manz'sche Verlags Wien (2010).